# Pierre Humbert
Pierre Humbert   (8è districte de París i París, 13 de juny de 1891 - Montpeller, 17 de novembre de 1953) va ser un matemàtic i historiador de la ciència francès.

## Vida i Obra
Humbert era fill del matemàtic Georges Humbert i, com el seu pare, va estudiar a l'École Polytechnique, des del 1910. Es va graduar el 1913 i el curs següent el va passar a la universitat d'Edimburg on va ser deixeble d'Edmund Whittaker, amb qui va compartir les seves concepcions científiques i filosòfiques que el van influir al llarg de la seva carrera. La salut de Humbert era delicada i durant la Primera Guerra Mundial va ser retirat del combat després de ser ferit. Va obtenir el doctorat en matemàtiques el 1918 a la universitat de París i després va començar la seva carrera acadèmica, que va passar gairebé completament a la Facultat de Ciències de la universitat de Montpeller.
Humbert va publicar diversos treballs sobre càlcul simbòlic i sobre funcions de Lamé, però els seus treballs més originals van ser sobre història de la ciència. En particular es va interessar per la obra de Peiresc i de Gassendi. També va escriure una biografia notable de Pierre Duhem.